# Máténé Varju Edit
Máténé Varju Edit (1971. október 3. – ) magyar ultrafutó. Ötödik magyar nőként teljesítette a Spartathlon 246 kilométer hosszú távját.

## Élete
2001-ben az Adriai-tengerben történt búvárkodást követően keszonbetegség támadta meg, ugyanis a rossz dekompresszálás miatt elakadt egy hidrogénbuborék a gerincvelőjében.
A futással 2003-ban kezdett el foglalkozni. A konditerem, ahova elment futni, 2004-ben bezárt, ebből kifolyólag a szabadtéri futásra tért át.
2008-ban Sárváron megrendezett országos futó bajnokság 12 órás egyéni versenyén a női kategória  negyedik helyezettje lett.
2009-ben Sárváron megrendezett országos futó bajnokság 12 órás egyéni versenyén a női kategória harmadik helyezettje lett, 101 körrel.
A franciaországi Brive-la-Gaillarde településen 2010-ben megrendezett IAU 24 órás futás világbajnokságon a női kategóriában 30. helyezést ért el.
A 2013-ban Sárváron megrendezett 24 órás futás országos bajnokságon a 24 órás női kategóriában első helyezést ért el. A 2013-ban megrendezett Optivita Ultrafutó Kupa 5. állomásán (Velencén) második helyezést ért el.
A 2015-ben megrendezett Optivita Ultrafutó Kupa első állomásán, a székesfehérvári pályán a nőknél második helyezést ért el. 2015-ben a 24 órás Európa-bajnokságon 49. helyezést ért el, a 24 órás világbajnokságon 58. helyezést ért el.
2016-ban a svájci Alpokban megrendezett 31. Davos Maratonon a legnehezebb, K78-as erőpróbán indult. 76,1 kilométer távot kellett teljesíteni, 2560 pozitív szintemelkedéssel, így a tényleges táv 78,71 kilométer volt. A távot 10 óra 31 perc alatt teljesítette. A nők közül a 32. helyen végzett. (Ebben a kategóriába 240-en neveztek, 107 versenyzőnek sikerült teljesíteni a távot szintidő alatt.) A szintén 2016-ban megrendezett, 38. Varsói Maratonon is részt vett. A 42 kilométeres távot a Visztula folyó partján rendezték. A versenyen egyedüli magyar nőként vett részt, három magyar férfi mellett.

### Ultrabalaton
2010-ben az Ultrabalaton abszolút helyezése 30. lett. A versenyideje 28:59:52 lett.
2011-ben az Ultrabalaton 7. helyezettje volt a női kategóriában, az abszolút helyezése pedig 83. lett. A versenyideje 31:13:51 lett.
2012-ben az Ultrabalaton 2. helyezettje volt a női kategóriában, az abszolút helyezése pedig 7. lett. A versenyideje 25:10:14 lett.
2014-ben a 8. Ultrabalatonon női kategóriában első helyezést ért el. A versenyideje 23:41:11 lett.
2015-ben az Ultrabalatonon 8. helyezést ért el, az abszolút helyezése 50. lett. A versenyideje 30:35:31 lett.
2016-ban az Ultrabalaton 11. helyezettje lett egyéniben, 26:51:19 versenyidővel.

### Spartathlon
Máténé Varju Edit a Spartathlonon 2014 óta vesz rész. 2014-ben célba ért és 34:26:59 időt futott. E versenyen a 130 induló közül második magyar nőként ért célba. A Spartathlon történelme során Máténé Varju Edit volt az ötödik magyar nő, aki teljesítette a távot.
2015-ben is célba ért, s ekkor 35:11:30 időt futott. A Spartathlonon 2016-ban is részt vett, ekkor is célba ért és 32:29 időt futott.